# Anticolinérgico

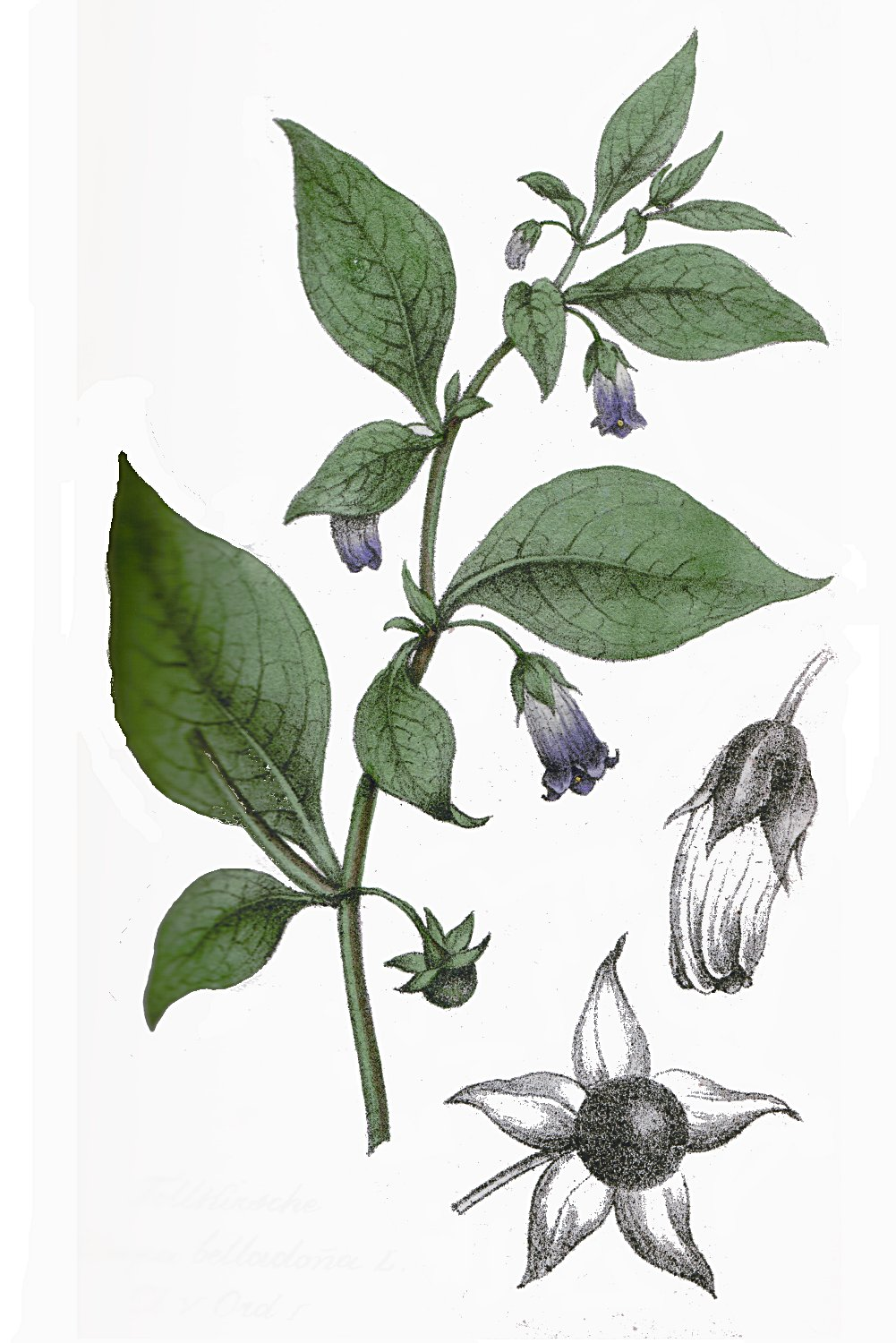
A atropina é obtida a partir da Atropa belladonna (beladona), antigamente usada para dilatar a pupila e aliviar a asma.

Anticolinérgicos são substâncias que podem ser extraídas de plantas ou obtidas por meio de síntese orgânica. Sua característica é inibir a ação da acetilcolina. Os anticolinérgicos são classificados como diretos e indiretos. Os anticolinérgicos diretos, também chamados de antimuscarínicos, são drogas que antagonizam os receptores muscarínicos, e antinicotínicos por antagonizar a ação da acetilcolina nos receptores nicotínicos. Os anticolinérgicos indiretos agem interferindo na síntese, armazenamento e liberação da acetilcolina, a exemplo da toxina botulínica.
A nicotina e seus antagonistas, diferem antimuscarínicos porque a ação parassimpaticolítica destes é devida à sua atuação nas sinapses neuroefetoras do sistema nervoso parassimpático enquanto que a classe das drogas nicotínicas (similares ou derivadas das extraídas da Nicotiana tabacum) agem na sinapse ganglionar inibindo a ação da acetilcolina. Por essa característica são estudados separadamente e denominados ganglioplégicos ou bloqueadores ganglionares, muito uteis no processo da anestesia cirúrgica.

## Indicações
Podem ser usados para:

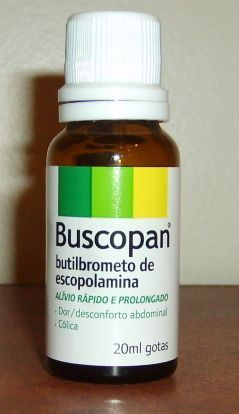
Escopolamina (nome comercial: Buscopan) é um anticolinérgico usado para desconforto abdominal e cólicas.

- Relaxantes musculares durante cirurgias
- Distúrbios gastrointestinais (diarreia, bexiga hiperativa, e incontinência urinária)
- Asma
- Doença pulmonar obstrutiva crônica (DPOC)
- Insônia
- Tontura, vertigem e enjoo por movimento (cinetose)
- Envenenamento causado por colinérgicos
- Hipertensão (pressão arterial alta)
- Parkinsonismo

## Contra-indicações
É contraindicado a pessoas com:
- Hipertensão arterial
- Obstrução das vias urinárias
- Insuficiência cardíaca
- Hérnia de hiato
- Obstipação severa
- Doença hepática
- Hipertireoidismo
- Miastenia gravis
- Glaucoma de ângulo estreito
- Hipertrofia prostática benigna
- Doença do refluxo gastroesofágico

## Risco de Demência
Os anticolinérgicas inibem a acetilcolina, e dificultam o aprendizado e a memória.
Shelley Gray e uma equipe da Universidade de Washington (EUA), após 10 anos de pesquisas concluíram que Anticolinérgico aumentam significativamente a probabilidade de desenvolver demência.

## Efeitos colaterais
Os efeitos colaterais mais comuns (mais de 10% dos medicados) são:
- Garganta seca e nariz por diminuição da produção de muco.
- Cessação da respiração.
- Aumento da temperatura corporal; Secundariamente, a compensação aumenta a dissipação de calor pela circulação cutânea, levando à pele vermelha.
- Dilatação pupilar (midríase); consequentemente, sensibilidade à luz (fotofobia)
- Perda da acomodação visual, levando a visão turva (cicloplegia) ou visão dupla (diplopia).
- Aumento da frequência cardíaca (taquicardia).
- Bexiga distendida.
- Íleo paralítico.
- Aumento da pressão intra-ocular, podendo ocorrer glaucoma agudo.

Os sinais de toxicidade no sistema:
- Hipersensibilidade de audição.
- Pensamentos ilógicos.
- Distúrbios visuais.
- Fotofobia.
- Flashes periódicos de luz.
- Alterações periódicas do campo visual.
- Visão de neve.
- Visão restrita ou "túnel".

Alucinações de todos os sentidos:
- Visão ondulante de superfícies e arestas.
- Visão inexistente de texturas em superfícies.
- Visão de linhas que se movem ou dançam, aranhas, insetos.
- Objetos animados indistinguíveis da realidade.
- Mais raro: convulsões, coma e morte.

## Plantas anticolinérgicas
- Beladona (Atropa belladonna)
- Trombeta (Datura suaveolens)
- Estramônio (Datura stramonium)
- Mandrágora (Mandragora officinarum)
- Noz-moscada (Myristica fragans)
- Curare (Strychnos toxifera, Anomospermum grandiflora, e outras)

Os efeitos anticolinérgicos dessas plantas são devidos principalmente à produção das substâncias: atropina e escopolamina.

## Substâncias sintéticas e semi-sintéticas
Antagonistas muscarínicos
- Atropina (Atopion (Ariston))
- Biperideno (Akineton®)
- Benactizina (Asmosterona®)

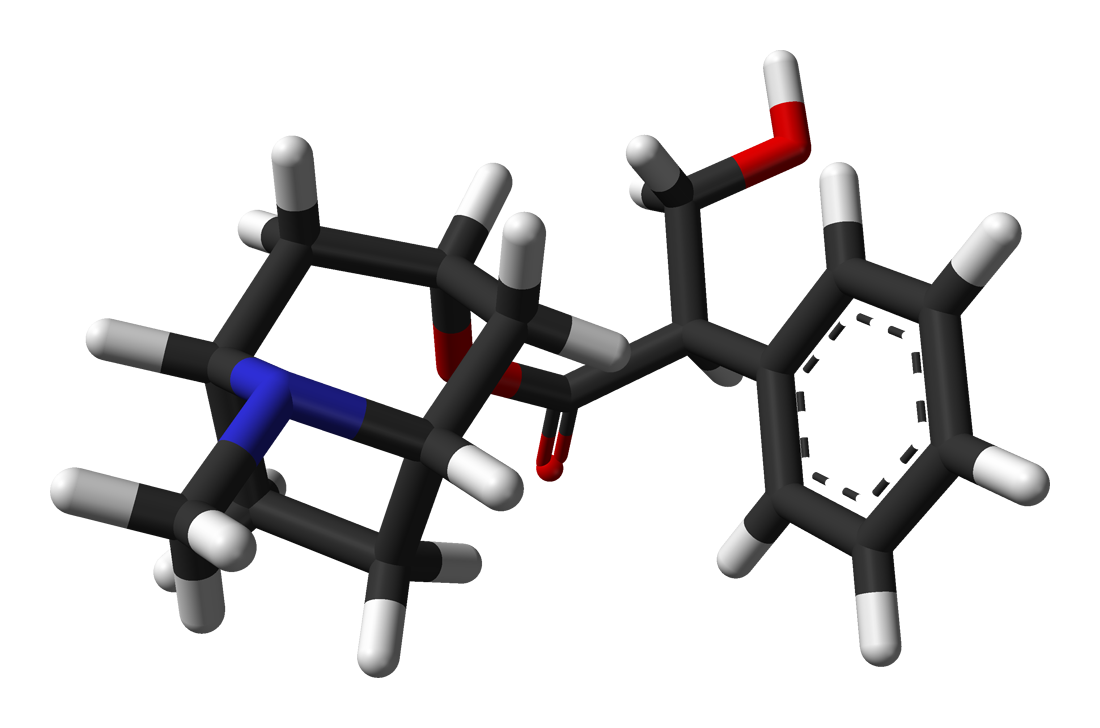
Atropina obtida sinteticamente desde 1901

- Butilbrometo de escopolamina (Buscopan)
- Diciclomina (Bentyl®)
- Homatropina (Flagss Baby (Ache))
- Ipratrópio
- Triexafenid (Artane®)
- Tropicamida

Antagonistas nicotínicos (curarizantes)
- Atracúrio
- Pancurônio
- Succinilcolina
- Tubocurarina

No Organismo, essas substâncias têm a capacidade de bloquear (antagonismo competitivo) os receptores onde o neurotransmissor, acetilcolina, age. Os anticolinérgicos, como a atropina e a escopolamina, agem mais especificamente em receptores chamados muscarínicos. Os seus efeitos, como a pupila dilatada, ocorrem devido ao bloqueio desse tipo de receptor.[carece de fontes?]